# Copia di lavorazione
La copia di lavorazione è una versione approssimativa di un film, utilizzata dagli montatori durante il processo di montaggio. Tali copie generalmente contengono audio registrato originale che verrà successivamente ri-doppiato, filmati di repertorio come segnaposto per riprese mancanti o effetti speciali e test di animazione per sequenze o inquadrature animate in produzione.
Fotogramma catturato da una stampa di montaggio digitale. Il codice di tempo a sinistra inizia con un bit utente che designa il rotolo di laboratorio e il codice a destra è un Keykode.
Per la maggior parte dei primi anni di produzione cinematografica, le stampe di lavoro sono state eseguite utilizzando stampe di seconda generazione dai negativi della macchina da presa. Dopo che l'editore e il direttore hanno approvato la modifica finale della stampa, le stesse modifiche sono state apportate al negativo. Con la conversione al montaggio digitale, le stampe di lavoro vengono ora generalmente create su un sistema di montaggio non-lineare utilizzando riprese telecine dal film originale o sorgenti video (in contrasto con un "telecine" pirata, che è realizzato con una pellicola di stampa di generazione molto superiore). Occasionalmente, le prime stampe digitali di film sono state sottoposte a bootleg e rese disponibili su Internet. A volte compaiono mesi prima dell'uscita ufficiale.
Ci sono anche versioni di film tagliate dal regista che sono disponibili solo su bootleg. Ad esempio, la versione incompleta del film The Thief and the Cobbler. Sebbene gli studi cinematografici generalmente non rendano prontamente disponibili al pubblico le stampe a figura intera, ci sono delle eccezioni. Gli esempi includono la versione "Work-In-Progress" de La Bella e la Bestia e la versione pre-release di Blade Runner a Denver / Dallas. Le scene eliminate o le riprese bonus incluse nelle versioni DVD a volte vengono lasciate anche in formato approssimativo, ad esempio gli extra di Scrubs. Una stampa di lavoro come fonte per uno show televisivo è piuttosto insolita, ma è successo con il primo episodio della terza stagione di Homeland un mese prima che andasse in onda.